# Rândunică de scorbură
Rândunica de scorbură (Tachycineta bicolor) este o pasăre migratoare din familia Hirundinidae. 

## Taxonomie și etimologie
Rândunica de scorbură a fost descrisă ca Hirundo bicolor de Louis Pierre Vieillot în Histoire naturelle des oiseaux de l'Amérique Septentrionale, publicată în 1807. A fost apoi plasată în genul său actual Tachycineta când Jean Cabanis a plasat-o în 1850. În 1878, Elliott Coues a sugerat ca rândunica de scorbură să fie plasată în propriul său subgen, Iridoprocne, pe baza penajului său, împreună cu rândunica cu aripi albe, rândunica chiliană, rândunica cu sprâncene albe și rândunica de mangrove. Unii autori au continuat să folosească această clasificare, cu adăugarea rândunicii de Tumbes; cu toate acestea, dovezile genetice susțin existența unui singur gen, Tachycineta. Rândunica de scorbură mai este numită și rândunica cu burtă albă pentru părțile sale inferioare albe.
Denumirea general acceptată a genului provine din greaca veche, din takhykinetos, „a se mișca repede”, iar bicolor vine din latină și înseamnă „două culori”. Celălalt nume de gen, Iridoprocne, provine din grecescul iris, care înseamnă curcubeu, și Procne, o figură mitologică care se presupune că s-a transformat într-o rândunică.
Modul exact în care rândunica de scorbură este legată de alți membri ai Tachycineta este nerezolvat. În studiile bazate pe ADN-ul mitocondrial, acesta a fost plasată în clada nord-americană-caraibe constând din rândunica verde-albastru, rândunica aurie și rândunica de Bahamas. Deși ADN-ul mitocondrial este susținut ca un indicator mai bun al modificărilor evolutive, deoarece evoluează rapid, analizele bazate pe el pot avea de suferit deoarece este moștenit doar de la mamă, ceea ce îl face mai rău decât ADN-ul nuclear din locusuri multiple la reprezentarea filogeniei unui întreg grup.

## Descriere

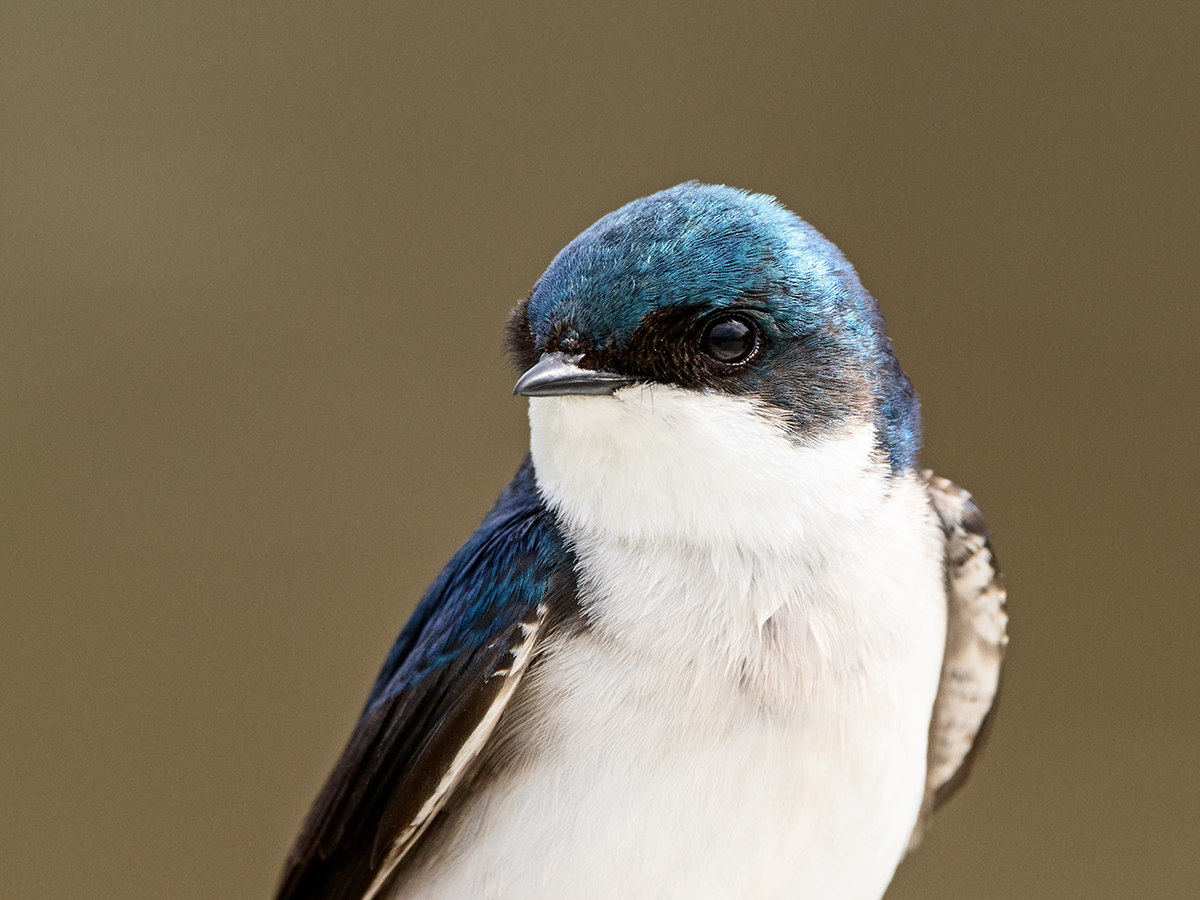
Rândunica de scorbură

Rândunica de scorbură are o lungime de 12–14 cm și o greutate de aproximativ 17–25,5 g. Anvergura aripilor variază de la 30 la 35 cm. Masculul are părțile superioare în cea mai mare parte albastru-verde lucios, aripile și coada fiind negricioase. Părțile inferioare și zona obrajului sunt albe, deși acoperitoarele sub aripi sunt de culoare gri-maro. Ciocul este negru, ochii maro închis, iar picioarele maro pal.
Femela are culori mai șterse decât masculul și uneori are fruntea maronie. În al doilea an femela are și părțile superioare maro, cu un număr variabil de pene albastre; unele femele de trei ani păstrează o parte din acest penaj subadult. Conform unui studiu din 1987, acest lucru permite probabil unei femele mai tinere să exploreze locurile de cuib, deoarece masculul rezident este de obicei mai puțin agresiv față de o femelă subadultă. De ce femela își înlocuiește în cele din urmă penajul subadult este necunoscut; poate permite masculilor să evalueze calitatea femelelor, deoarece perechile se împerechează pe baza luminozității penajului. Juvenilii se disting prin părțile superioare maro și pieptul gri-brun.

## Distribuție și habitat
Rândunica de scorbură se reproduce în mare parte a Americii de Nord, până la limita copacilor din nordul Canadei și în toate statele, cu excepția celor mai sudice (coasta California fiind excepția), în sudul Munților Stâncoși și a Marilor Câmpii. Indivizi răzleți se găsesc uneori la Cercul Arctic, Pacificul de nord, Groenlanda și Europa. Populațiile de rândunică de scorbură sunt practic toate migratoare, părăsind zonele de reproducere din iulie-august până la sfârșitul toamnei, pentru a ajunge în Mexic, coasta de sud a Statelor Unite (în special Florida), Cuba și coasta de nord-vest a Americii de Sud.
Habitatul de reproducere al acestei păsări este în primul rând în zonele deschise și împădurite, în special în cele din apropierea apei.

## Comportament
Din cauza cantității mari de cercetări asupra rândunicii de scorbură și a modului în care aceasta se reproduce, biologul Jason Jones a recomandat ca aceasta să fie considerată un organism model. Deși este agresivă în timpul sezonului de reproducere, această rândunica este sociabilă în afara ei, formând stoluri numărând uneori mii de păsări.

### Reproducere

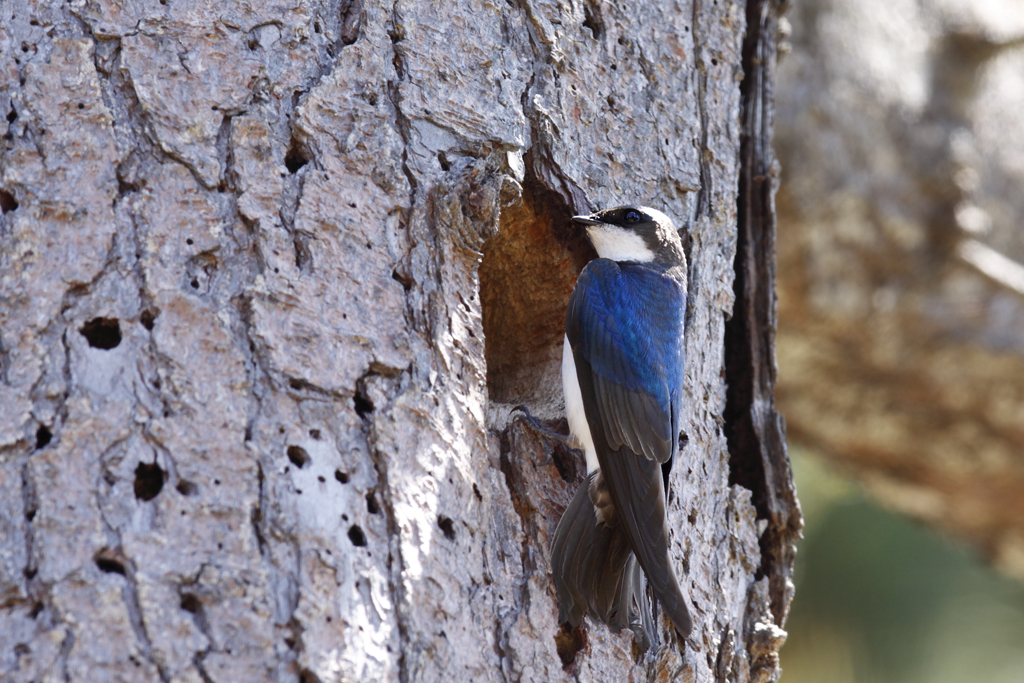
O gaură naturală pentru cuib

Rândunica de scorbură cuibărește în găuri preexistente, atât naturale, cât și artificiale. Acestea se găseau cândva numai în regiunile împădurite, dar construirea de cuiburi a permis acestei păsări să se extindă în habitate deschise. Această rândunica cuibărește de obicei în zona unde s-a născut sau în locuri situate la mai puțin de 10 kilometri distanță de terenurile lor originale. Cuibărește atât în grupuri libere, cât și în perechi izolate. În cavitățile naturale, rândunica de scorbură are cuiburi la aproximativ 27 de metri față de vecinul său. Orificiul cuibului în aceste situații este, în medie, la 3,4 metri deasupra nivelului solului, deși aproximativ 45% dintre ele sunt la mai puțin de 2 metri deasupra solului. Cavitățile mai înalte sunt probabil favorizate deoarece reduc prădarea, în timp ce găurile de cuib inferioare pot fi alese pentru a evita competiția. Volumul cavității este în general sub 1.000 cm3.

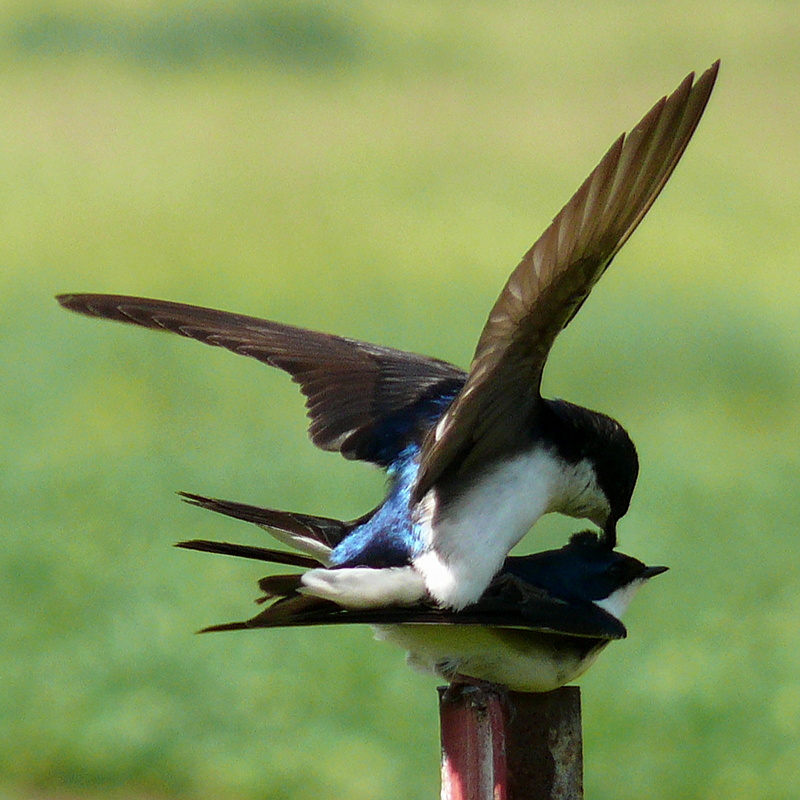
O pereche împerechindu-se

După ce găsește un loc potrivit pentru cuibărire, masculul se cocoță în apropierea acestuia și strigă frecvent. Lipsa locurilor poate provoca lupte între păsări, ducând uneori la decese. Această rândunica apără de obicei o zonă din jurul cuibului cu o rază de aproximativ 4,6 metri, precum și cuiburi suplimentare în interiorul acelui teritoriu prin blocarea intrării în cuib și urmărirea intrușilor. Interiorul cuibului este făcut din iarbă, mușchi, ace de pin și plante acvatice colectate în mare parte de femele, și este căptușit cu pene adunate în principal de mascul în lupte. Penele pot funcționa pentru a izola cuibul, scăzând timpul de incubație, și probabil prevenind hipotermia la pui. Pe lângă creșterea mai rapidă pentru pui, ouăle se răcesc mai lent în cuiburile cu pene decât cele fără. Cu toate acestea, un studiu publicat în 2018 nu a găsit o corelație semnificativă între numărul de pene din cuiburi care au fost încălzite artificial față de cele care nu au fost. În plus, s-a constatat că cuiburile din St. Denis, Saskatchewan foloseau semnificativ mai puține pene decât cele din Annapolis Valley, în ciuda faptului că primele erau mai la nord. Cu toate acestea, temperaturile din Nova Scotia (unde se află Annapolis Valley) sunt în general mai scăzute decât cele din Saskatchewan, ceea ce poate explica rezultatul neașteptat.